# Manuel Villar junior

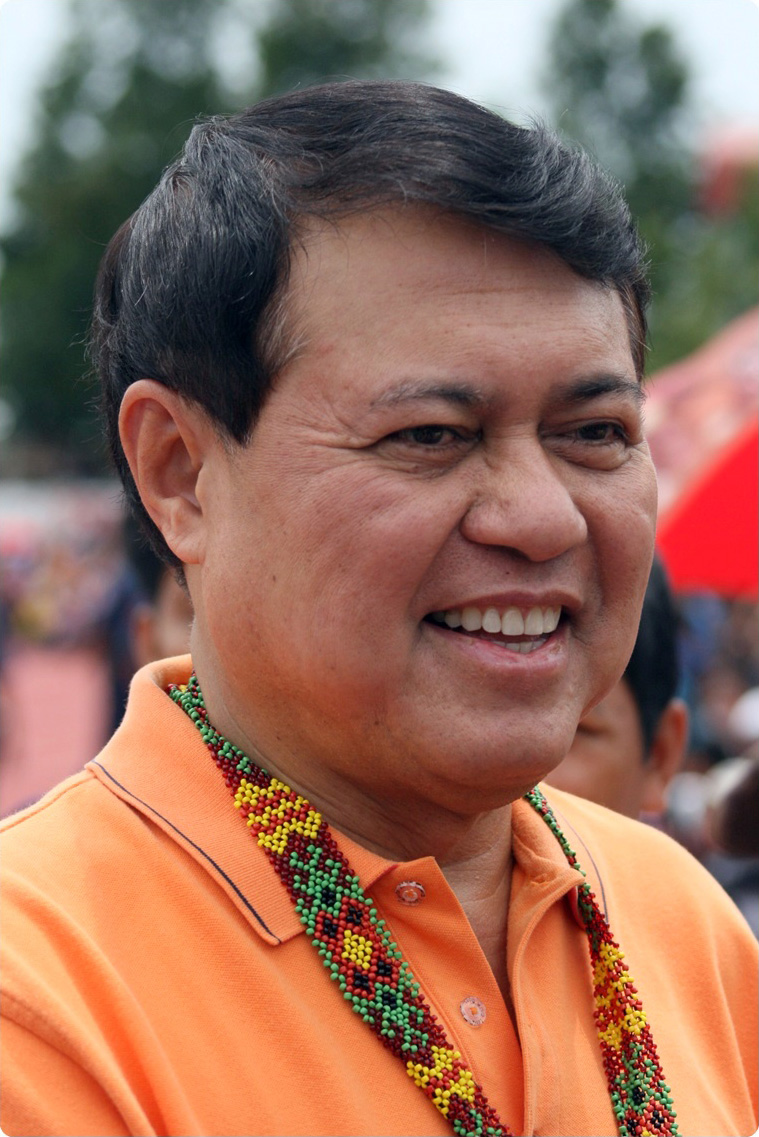
Manuel Villar junior

Manuel "Manny" Bamba Villar junior (* 13. Dezember 1949) ist ein philippinischer Politiker.

## Biografie
Villar wurde in Tondo geboren und entstammt armen Verhältnissen. Er heiratete Cynthia Aguilar, die Tochter Vergel Aguilars, eines Politikers der Nationalistischen Partei und Bürgermeister von Las Piñas im Süden der Region Metro Manila. Mit dem Rückhalt der vermögenden Familie seiner Frau und guten Kontakten begann Manuel Villar 1975 sehr erfolgreich mit Geschäften im Immobiliensektor. Nach Angabe von Forbes 2009 stieg er mittlerweile zu den wohlhabendsten Personen der Philippinen auf.
Vom 27. Juli 1998 bis zum 13. November 2000 war Villar Sprecher des philippinischen Repräsentantenhauses. Anschließend war von 2001 bis 2013 Mitglied des Senats der Philippinen und dort von 2001 bis 2002 Senatspräsident pro tempore und von 2006 bis 2008 Präsident des Senats. Am 30. Juni 2013 schied Villar aus dem Senat aus, nachdem er nach zwei Amtszeiten in Folge nicht mehr zur Wahl antreten durfte.
Als Präsidentschaftskandidat bei der Wahl 2010 und Vorsitzender der Nacionalista Party erreichte er mit seiner Partei ein Wahlbündnis mit mehreren Personen aus der Linken, bspw. Liza Maza und dem Menschenrechtsaktivisten Satur Ocampo und kündigte die Bekämpfung der Armut unter anderem durch eine Landreform an. Villar bezeichnete sich selbst als den Einzigen, der gegen die Oligarchie (also die etablierte Oberschicht) antrete. Er erzielte 15,42 % der Stimmen und verlor als Drittplatzierter gegen Benigno Aquino III. von der Liberal Party, Sohn der früheren Präsidentin Corazon Aquino.